# Arce (rapero)
Pablo Arce Muñoz (Arca, España, 9 de noviembre de 1990), conocido artísticamente como Arce o también como Arce Perro Viejo, debido al título de uno de sus primeros trabajos, es un rapero, compositor, y poeta gallego, cuyos logros le han permitido alcanzar popularidad en el panorama de la música rap española.

## Trayectoria artística
En 2008, con 17 años, publica su primera maqueta, Polvo de ángel, donde muestra con dureza toda su rabia e insatisfacción social. En una línea semejante le siguen Perro viejo, en 2012, 21 gramos, en 2013, y Toke de queda, en 2014. En este período son varios los amigos que colaboran con él, que le animan y sirven de apoyo, entre ellos su primo también rapero Trad Montana, Javi Sánchez de la promotora Digital Hustlers, El Soed, Mako, Charlie, Pereira, Mayu, DJ Phosgan y Zervecerdos.
En 2015 publica Lucifer,compuesto por 14 temas, entre los que se encuentra Luzbel su canción más conocida. Es su disco más completo, teniendo una temática muy variada, con instrumentales bastante diferentes a lo que venía realizando, pero sin perder la esencia underground que le lleva caracterizando desde sus inicios. En el álbum también colaboran Kinky Bwoy, Carmona, Darmo, Chase, El Soed y Face.
En 2019 ficha por la discográfica BMG y saca a la luz su nuevo álbum, Pedigrí, grabado entre Miami y Madrid, producido entre otros por Andrés Saavedra (multiganador de los premios Grammy) y en el que cuenta con las colaboraciones de Pitizion, Denom y Fyahbwoy.
En 2022 lanza Stand by, álbum en el que se abre a otras corrientes, sin olvidar que la esencia de su estilo es el hip hop. Quince canciones entre las que cuenta con destacadas colaboraciones como las de Omar Montes, Carmona, Costa, Denom, Nadal y Miranda.
Además de sus álbumes, merecen especial mención singles que consiguieron millones de reproducciones en las redes como Galiza underground (Hard Gz ft. Arce, 2015), Mamá (2016), Gloria (Natos y Waor ft. Arce, 2016), o Fuego (Omar Montes ft. Denom, Fyahbwoy, Moncho Chavea & Arce, 2018).

## Logros alcanzados
Desde sus comienzos Arce ha realizado varias giras por todo el territorio español, y participado en festivales prestigiosos de su género. Sus temas cuentan con millones de reproducciones en las plataformas de música digital, que le han permitido conseguir numerosos discos de oro y platino, y una audiencia amplia.
En 2021, Israel González, director de cine con varias nominaciones a los premios Goya, encarga a Arce el tema principal de la película “La vida que no es nuestra”, en la que también suena su canción Ghetto.

## Estilo musical
Arce fusiona ritmos y sonidos tradicionales del rap con elementos de otros géneros. Sus letras no se limitan a narrar vivencias personales; también invitan a la reflexión sobre temas de actualidad y relevancia social.

## Discografía
- 2008: Polvo de Ángel
- 2012: Perro viejo
- 2013: 21 gramos
- 2014: Toke de queda
- 2015: Lucifer
- 2019: Pedigrí
- 2022: Stand by